# لن دن
لِن دِنّ Linh Dinh شاعر، رسّام، فوتوغرافيّ، مترجم، قاصّ، وروائيّ أميركيّ.

## السيرة الذاتية

### بداياته
ولد بسايغون سنة 1963. غادر فيتنام، سنة 1975، باسم صينيّ مستعار، ولمّا يجاوز الثانية عشرة بعد. بعد 7 سنوات قضاها متنقلاً بين مدن أميركيّة مختلفة، يستقر في فيلادلفيا ويدرس الرّسم، سنة 1982، في جامعة الفنون.
عمل، بعد ذلك، ولـ 13 عاما، في أعمال مختلفة: موظّفاً، دهّاناً، منظّف منازل، وغاسل نوافذ.

## إصداراته الأدبية

### مجلّة المركب السّكران
أنشأ في العام 1991 مجلّة «المركب السّكران» وهي مجلّة أدبية فنيّة (لم يصدر منها سوى 6 أعداد فقط) روّج من خلالها لأعماله الفنيّة والأدبيّة، ولترجماته العديدة عن الفيتنامية؛ محطّة مهمّة كانت كفيلة في حصوله على منحة تفرّغ فنيّ من مركز فيلادلفيا للتّراث والفنون العام 1993. ثمّ سرعان ما بدأت قصائده وقصصه وترجماته في الظهور في الدّوريّات والمجلات الأدبية الطّليعيّة في أميركا.

### مساهماته فيفيتنام
- في العام 1995، يقوم برحلة إلى سايغون وهانوي، وينشر في العام 1996 كتابه المهمّ «الليل، مرة أخرى: قَصٌّ معاصر من فيتنام».
- بعد 26 عاماً في المنفى، يعود للعيش في سايغون سنة 1999، فينقل إلى الإنجليزيّة أفضل الشّعر الفيتناميّ، قديمه وجديده، ويصبح جزءاً من الطبقة المثقّفة هناك.
- منعت السلطات الفيتناميّة كتابه الأوّل منزل زائف الصادر عام 2000 وقامت مصلحة البريد بمصادرة النسخة الوحيدة من الكتاب -والتي كان أرسلها له ناشره الأميركيّ - بحجّة أن الكاتب رجعي. بعد سنة من تلك الحادثة، يعود إلى الاستقرار في أميركا من جديد.

### إصداراته فيأميركا
- لقد نال شعره مكانة متميّزة في أميركا
- اختارت الشاعرة «ريتا داف» قصيدته «أجمل الكلمات» ضمن أنثولوجيا أفضل الشّعر الأميركيّ للعام 2000، كما واختارها الشاعر «ديفيد ليمان» ضمن أنثولوجيا قصائد نثر أميركيّة عظيمة من بُوْ إلى أيّامنا.
- كذلك اختريت أعماله ضمن أفضل العمال الأدبية في أميركا في الأعوام 2000 و2004 و2007.

### أعماله الأخرى
- غادر، إلى أيطاليا، ضيفاً على برلمان الكتّاب العالميين، فيقضي فيها سنتين كاملتين (2002-2004) وينقل إلى الإنجليزيّة طائفة من قصائد الشّاعر المنتحر «تشيزاري بافييزي».
- ترجمت أعماله إلى الإيطالية والعربية والبرتغالية والأسبانيّة واليابانيّة والألمانيّة والآيسلنديّة والبولنديّة والفنلندية.
- نال جائزة «جيرترود ستاين: شعر مُجدّدٌ بالإنجليزيّة 2005-2006».

## إصداراته

### القصة القصيرة
- منزل زائف في عام 2000
- دمٌ وصابون في عام 2004 والتي اختريت من ضمن أفضل القصص العام ذاته

### الشعر
- نَصْرٌ مُتواضعٌ على الكَسَل عام 2001
- كأسُ ماءٍ عام 2001
- كُلُّ شيء حول ما يُفرَغُ تماماً عام 2003
- وُشُومٌ أميركيّة عام 2005
- أَجسادٌ بلا حُدود عام 2006.
- كما وترجمَ لَيْلٌ، سَمَكٌ، وشارلي باركَر، شِعر فَانْ يْيْنْ 2006

### الرواية
- صَدرتْ روايته الأولى، حُبٌّ كالبُغْض العام 2005

## موقعه الخاص
- مدونة State of the Union